# Глазодвигательные мышцы

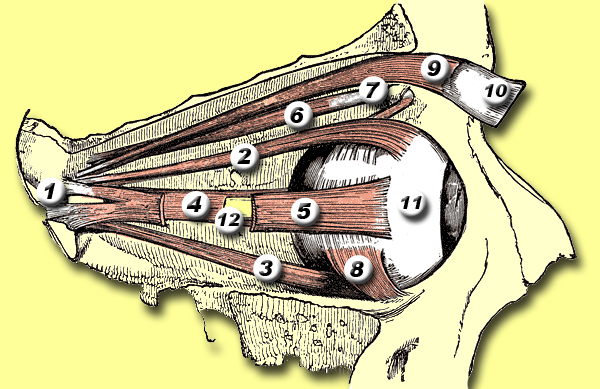
Мышцы глазницы, вид сбоку: 1 — фиброзное кольцо Зинна; 2 — верхняя прямая; 3 — нижняя прямая; 4 — внутренняя прямая; 5 — наружная прямая; 6 — верхняя косая; 7 — блок; 8 — нижняя косая; 9 — поднимающая верхнее веко; 10 — верхнее веко; 11 — глазное яблоко; 12 — зрительный нерв

Глазодви́гательные мы́шцы (лат. musculi oculomotorii) — мышцы, участвующие в поворотах глаз. Расположены внутри глазницы и крепятся к глазному яблоку. При их сокращении глазное яблоко поворачивается, направляя взгляд в соответствующую сторону.
У человека имеется шесть глазодвигательных мышц: наружная и внутренняя прямая, верхняя и нижняя прямая, верхняя и нижняя косая. Все из них, за исключением нижней косой мышцы начинаются от фиброзного кольца Зинна, окружающего зрительный нерв в глубине глазницы.
Все глазодвигательные мышцы иннервируются глазодвигательным нервом, кроме верхней косой (перекидывается через блок), которая иннервируется блоковым, и латеральной прямой (отводит глаз в сторону), которая иннервируется отводящим нервом.
| Мышца                          | Начало                                                     | Прикрепление                       | Функция | Иннервация                            |
| ------------------------------ | ---------------------------------------------------------- | ---------------------------------- | --- | ------------------------------------- |
| Наружная (латеральная) прямая  | Фиброзное кольцо Зинна                                     | Латеральная стенка глазного яблока | Отведение глазного яблока латерально (наружу)                                                                   | Отводящий нерв (VI пара ЧМН)          |
| Внутренняя (медиальная) прямая | Фиброзное кольцо Зинна                                     | Медиальная стенка глазного яблока  | Приведение глазного яблока медиально (кнутри)                                                                   | Глазодвигательный нерв (III пара ЧМН) |
| Нижняя прямая                  | Фиброзное кольцо Зинна                                     | Нижняя стенка глазного яблока      | Опускает глазное яблоко, слегка отводит (кнутри)                                                                | Глазодвигательный нерв (III пара ЧМН) |
| Верхняя прямая                 | Фиброзное кольцо Зинна                                     | Верхняя стенка глазного яблока     | Поднимает глазное яблоко, слегка приводит кнутри                                                                | Глазодвигательный нерв (III пара ЧМН) |
| Нижняя косая                   | Глазничная поверхность верхней челюсти                     | Нижняя стенка глазного яблока      | Поднимает, отводит и слегка супинирует, а также совместно с "Верхней косой" сжимает глазное яблоко удлиняя его. | Глазодвигательный нерв (III пара ЧМН) |
| Верхняя косая                  | Кольцо Зинна — блок на глазничной поверхности лобной кости | Верхняя стенка глазного яблока     | Опускает, отводит и слегка пронирует и совместно с нижней косой сжимает глазное яблоко, удлиняя его.            | Блоковый нерв (IV пара ЧМН)           |

## Иллюстрации
Схематичное изображение движения глазных яблок при сокращении соответствующих мышц (вид сверху):

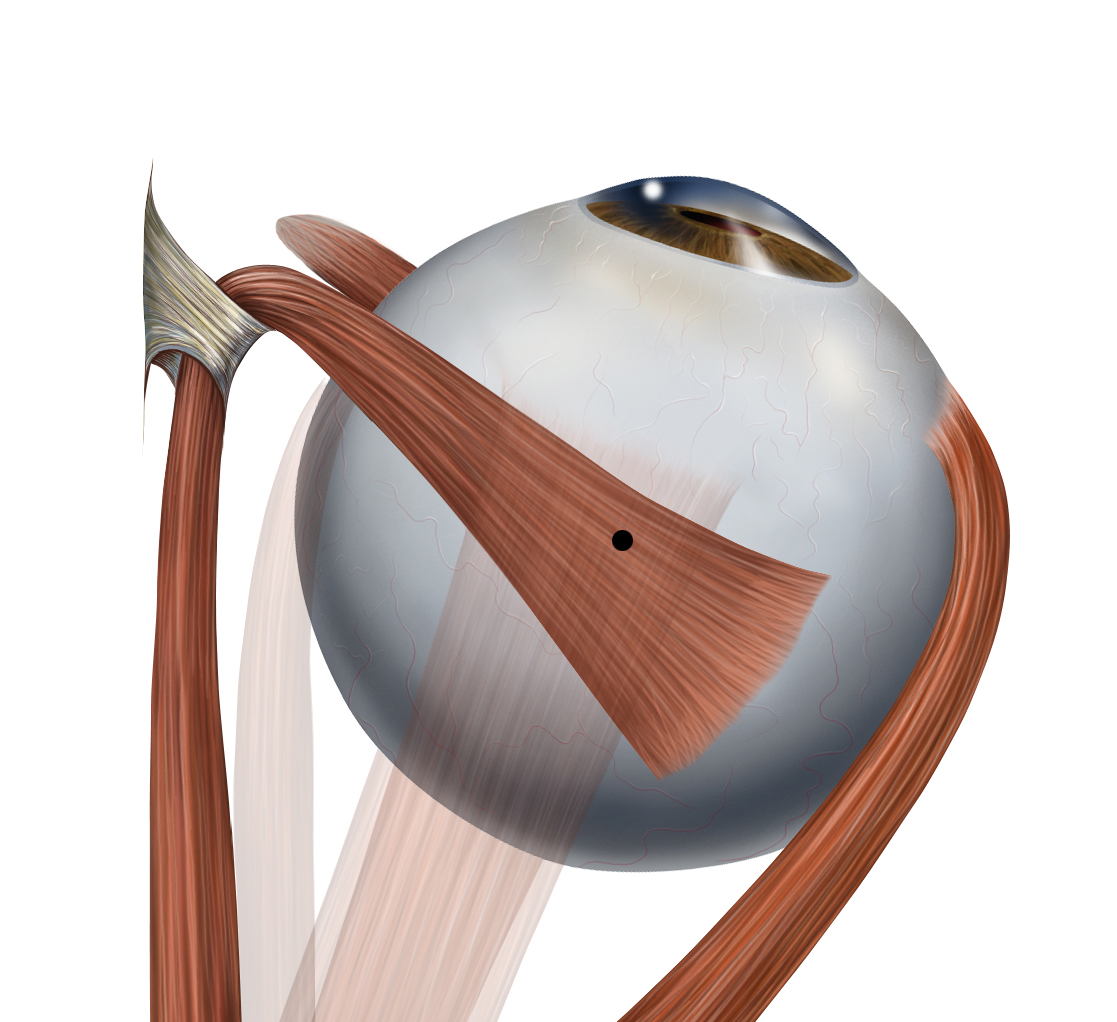
наружной прямой
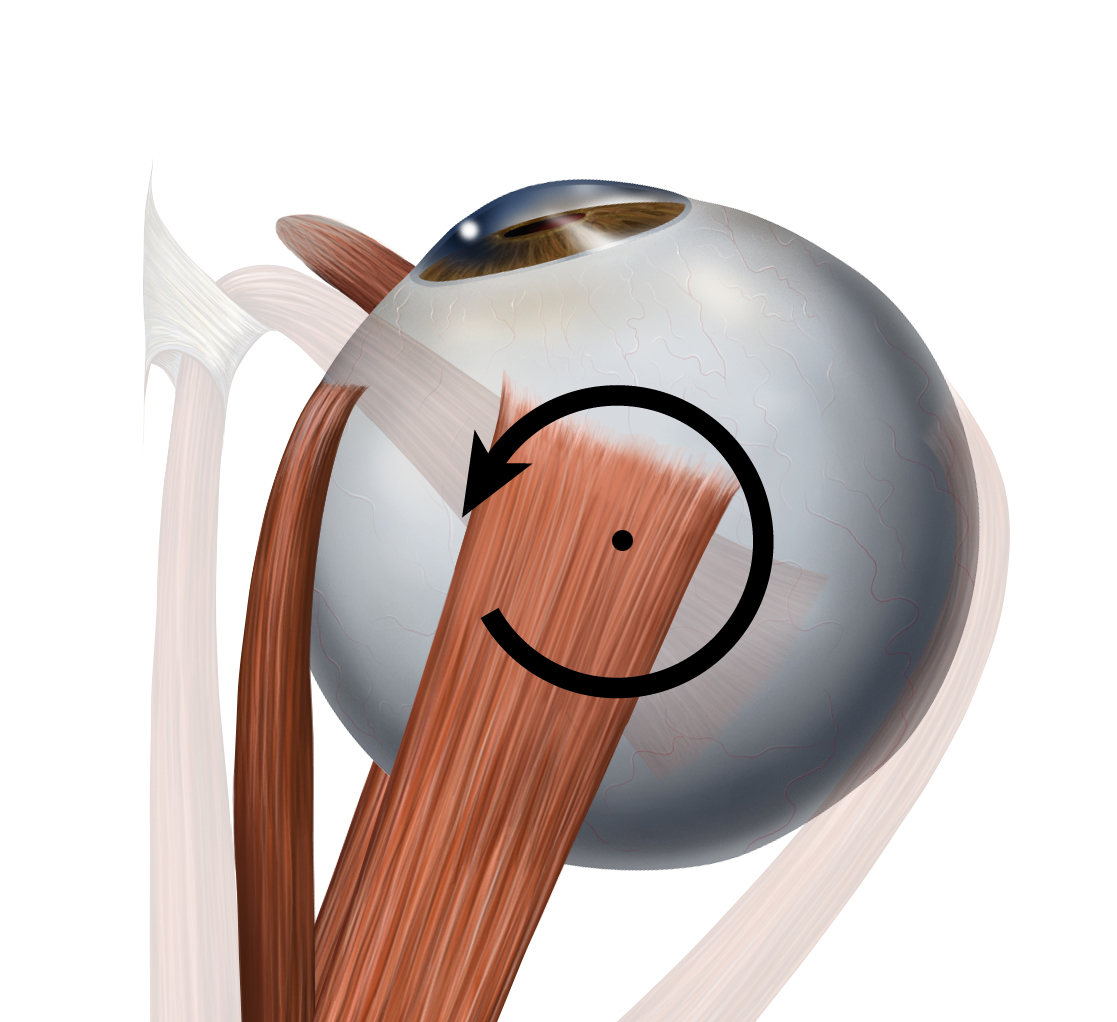
внутренней прямой
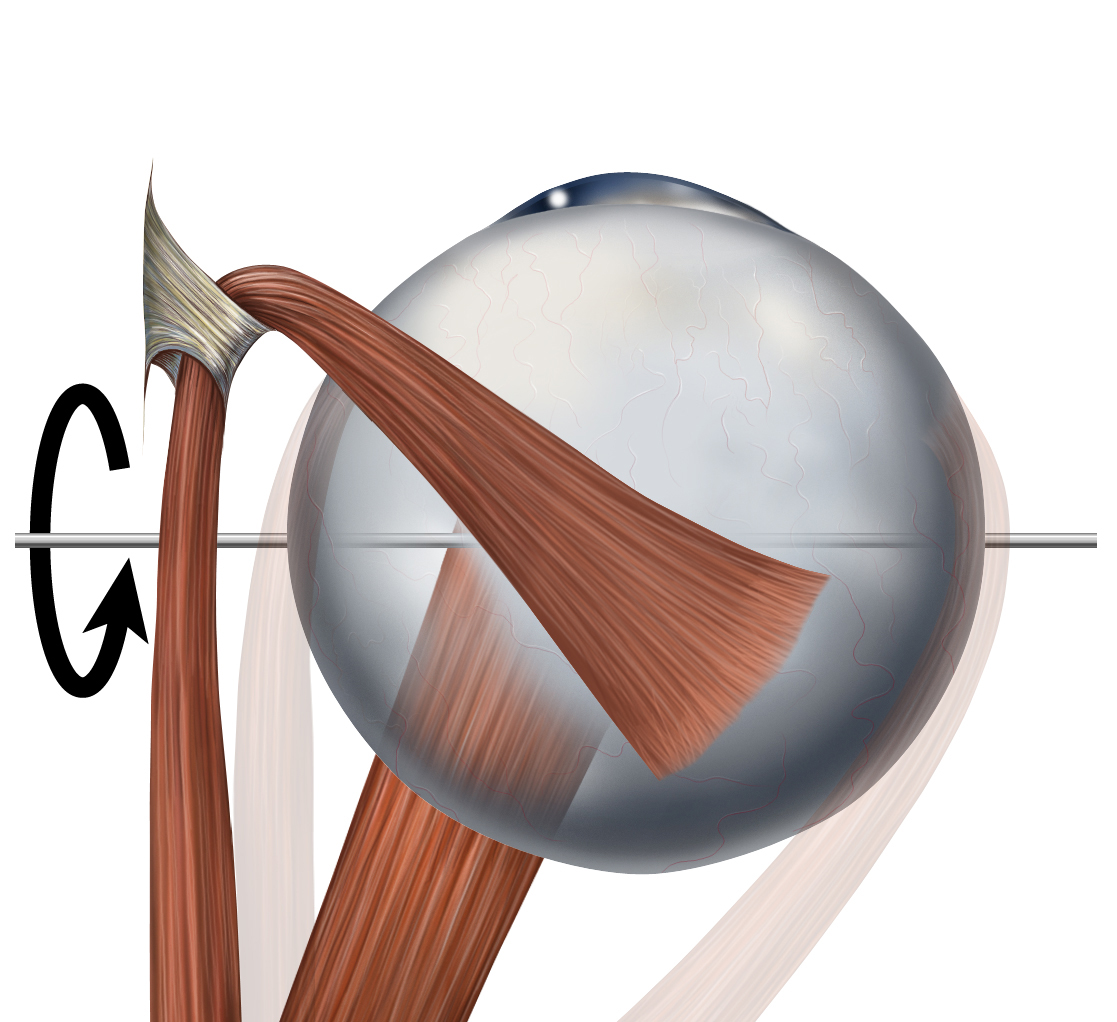
нижней прямой
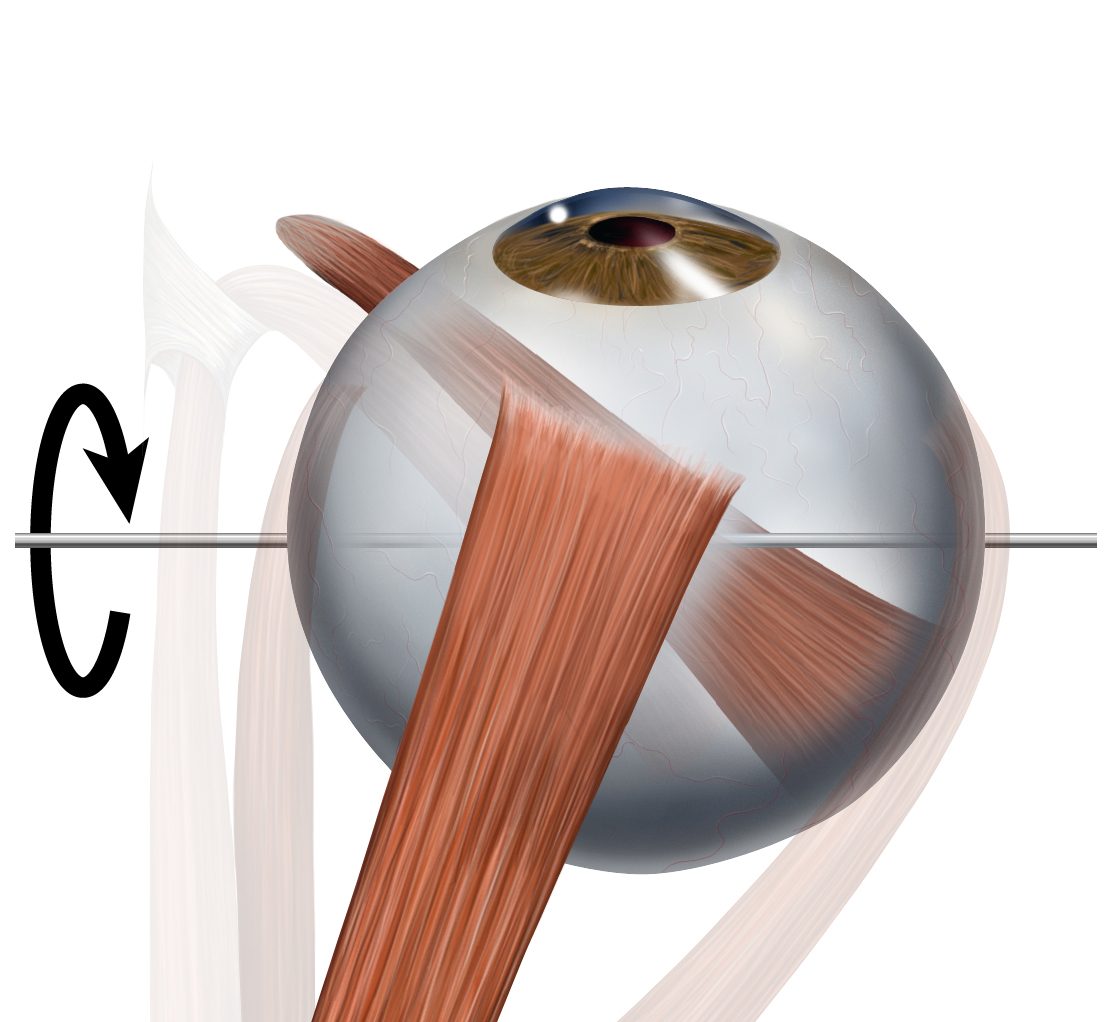
верхней прямой
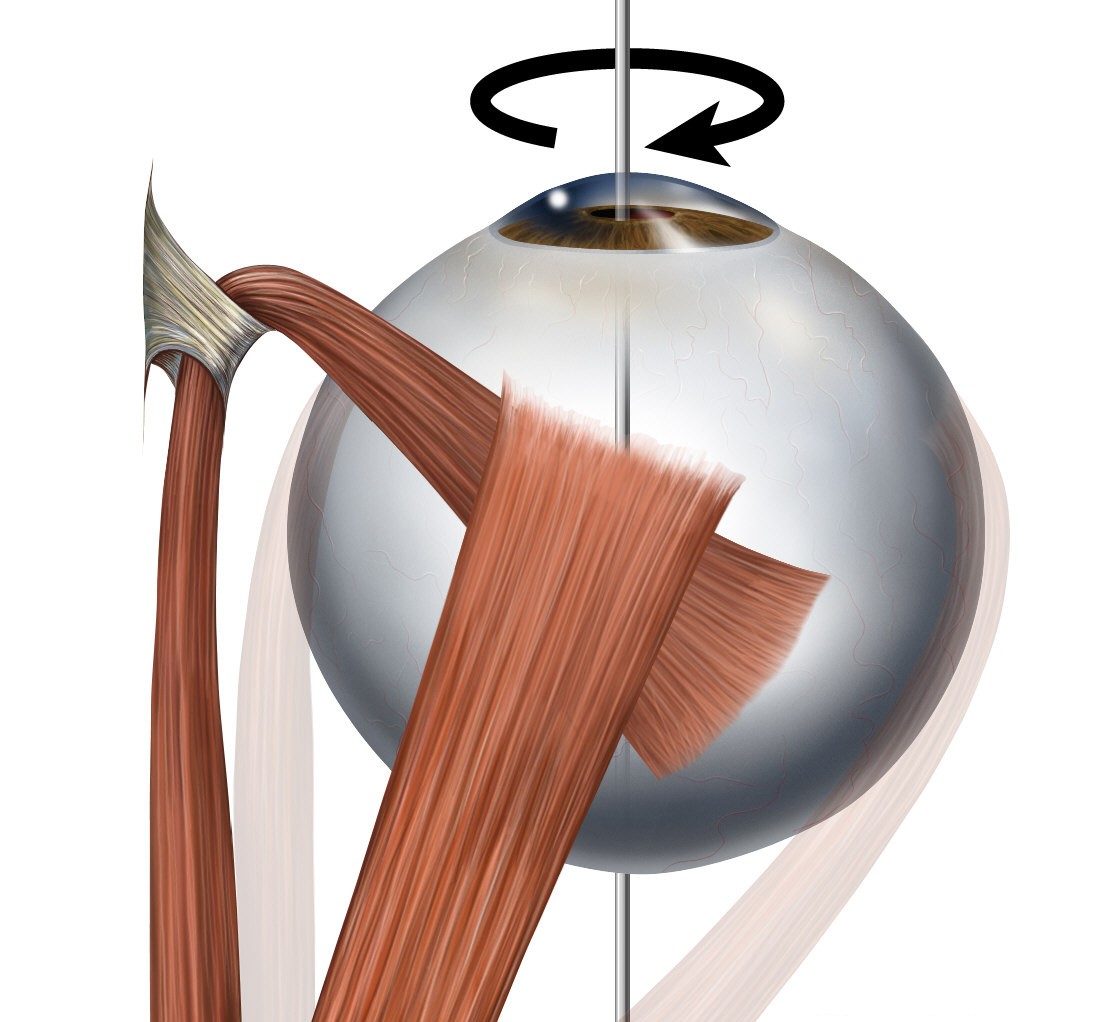
верхней косой
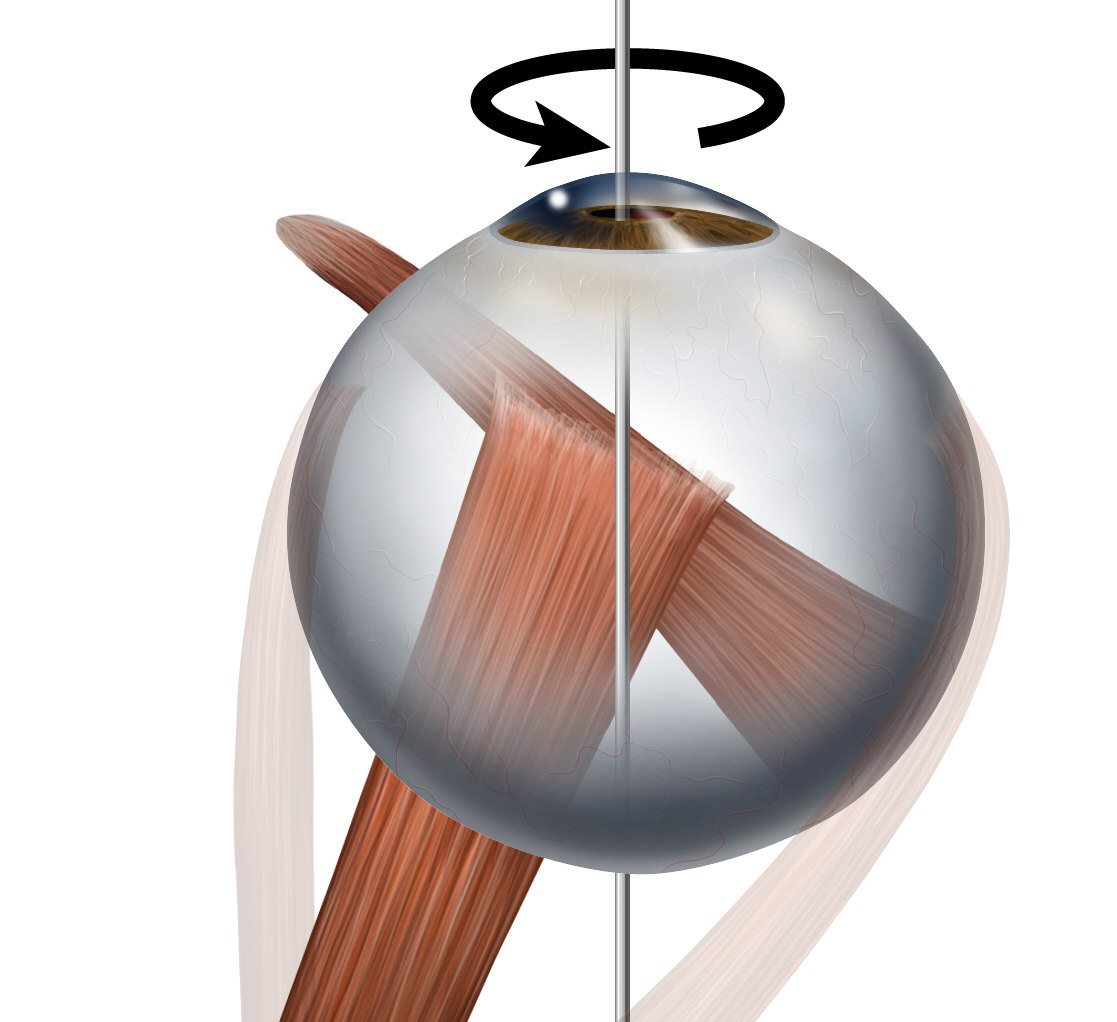
нижней косой
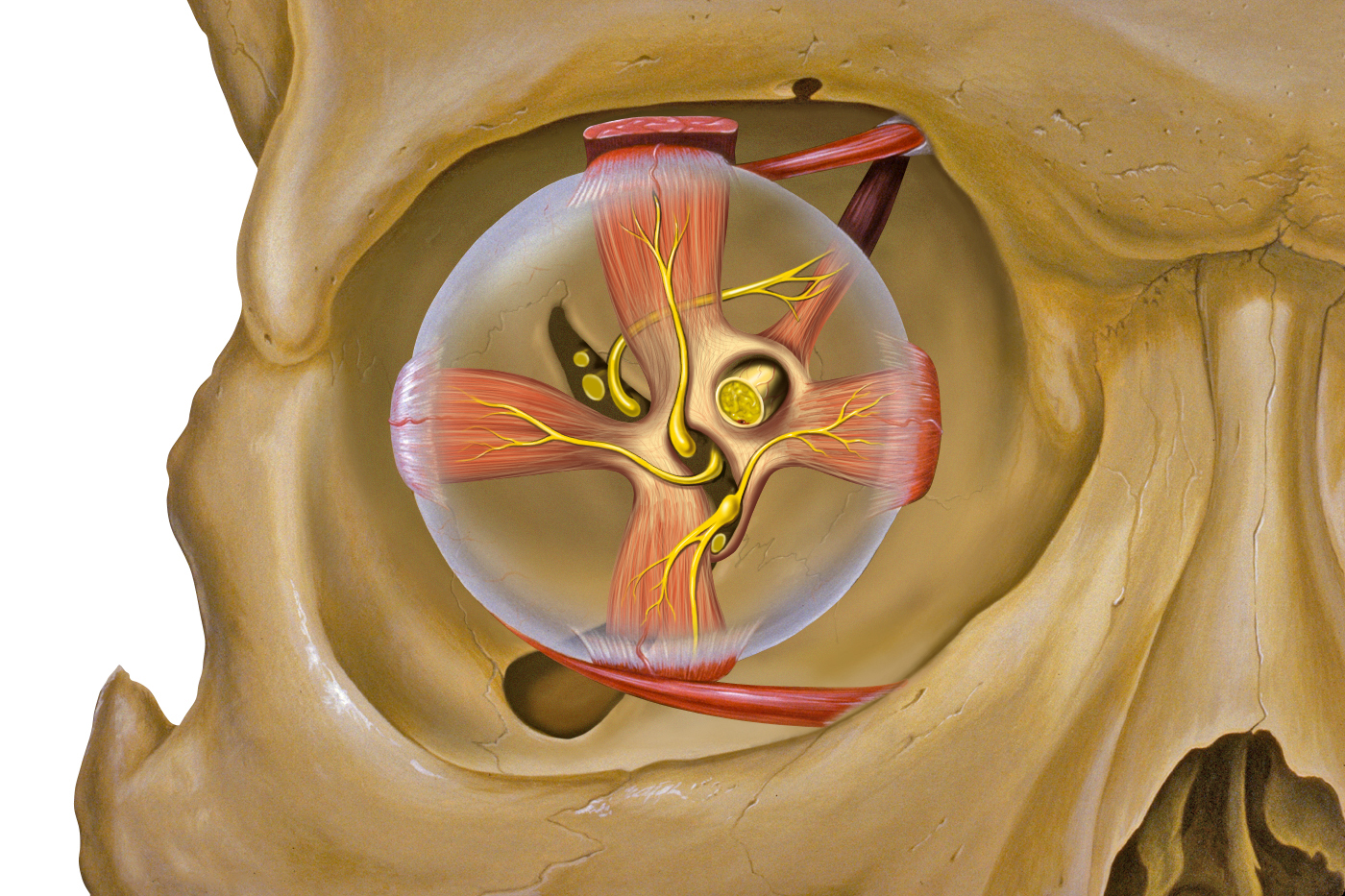
Глазница, вид спереди. Глазное яблоко не показано